# Mcvaughia
Mcvaughia es un género monotípico de plantas con flores  perteneciente a la familia Malpighiaceae. Su única especie: Mcvaughia bahiana W.R.Anderson, es originaria de Brasil. El género fue descrito por  William Russell Anderson  y publicado en Taxon 28(1-3): 157-159, f. 1-2, en el año 1979. (27 Apr 1979).

## Descripción
Son arbustos con estípulas intra y epipeciolar, completamente connadas, persistentes; con glándulas en la superficie abaxial de la lámina. La inflorescencia es  terminal. La corola  bilateralmente simétrica con los pétalos de color amarillo brillante. El fruto es una nuez seca, indehiscente de 7-10 mm de largo, 4-5 mm de diámetro, rugosa y asimétrica. El número de cromosomas : n = 10 (W. Anderson R., 1993).

## Distribución y hábitat
Su única especie, M. bahiana, se encuentra en la vegetación arbustiva abierta (caatinga) en los suelos arenosos de las tierras bajas de Bahía, Brasil. 

## Taxonomía
Aunque este género esta claramente muy relacionado con Burdachia, difiere radicalmente en su hábitat, el color de los pétalos, la reducción del androceo con anteras en forma de herradura, el gineceo reducido, y frutos asimétricos. Los dos pétalos anteriores siguen siendo ahuecados uno dentro del otro en la flor abierta, algo único en la familia. Anderson sugiere en el protólogo que el fruto peculiar pueden estar adaptado para la dispersión por pequeños roedores.

## Etimología
El nombre del género Mcvaughia fue otorgado en honor de Rogers McVaugh (1909-2009), eminente taxónomo de los Estados Unidos y asesor de doctorado de C.Anderson y W.R.Anderson.